# 2015년 4월
| 2015년: 1월 · 2월 · 3월 · 4월 · 5월 · 6월 · 7월 · 8월 · 9월 · 10월 · 11월 · 12월 |

| <           | 2015년 4월 | 2015년 4월 | 2015년 4월  | 2015년 4월 | 2015년 4월 | >          |
| 일          | 월         | 화         | 수          | 목         | 금         | 토         |
|             |            |            | 1 2.13 정미 | 2 14 무신  | 3 15 기유  | 4 16 경술  |
| 5 17 신해   | 6 18 임자  | 7 19 계축  | 8 20 갑인   | 9 21 을묘  | 10 22 병진 | 11 23 정사 |
| 12 24 무오  | 13 25 기미 | 14 26 경신 | 15 27 신유  | 16 28 임술 | 17 29 계해 | 18 30 갑자 |
| 19 3.1 을축 | 20 2 병인  | 21 3 정묘  | 22 4 무진   | 23 5 기사  | 24 6 경오  | 25 7 신미  |
| 26 8 임신   | 27 9 계유  | 28 10 갑술 | 29 11 을해  | 30 12 병자 |            |            |

| 편집하기 |

## 2015년 4월 29일 (수요일)
선거
- 대한민국에서 실시된 재보궐선거에서 집권 여당인 새누리당이 압도적으로 승리하였다.

## 2015년 4월 25일 (토요일)
국제
- 네팔 수도 카트만두 인근에서 지진이 발생했다.

## 2015년 4월 24일 (금요일)
사회
- 민주노총이 정부의 노동시장 구조 개혁, 공무원 연금 개혁 등에 반발하여 총파업에 돌입하였다.

## 2015년 4월 23일 (목요일)
사회
- 정부가 세월호의 인양을 최종 결정하였다.

## 2015년 4월 21일 (화요일)
정치
- 이완구 국무총리가 자진 사퇴 의사를 밝혔다.

## 2015년 4월 18일 (토요일)
사회
- 광화문 광장에서 열린 세월호 침몰 사고 1주기 추모 집회에서 시위대와 경찰이 충돌하여 큰 혼란이 발생하였다.

## 2015년 4월 9일 (목요일)
부고
- 대한민국 검찰로부터 자원 외교 비리 사건 수사를 받던

## 2015년 4월 8일 (수요일)
사회
- 한국노총이 노사정 대타협 결렬을 선언했다.

## 2015년 4월 7일 (화요일)
사회
- 시화호 토막살인 사건의 용의자 김하일이 경찰에 붙잡혔다.

## 2015년 4월 2일 (목요일)
사회
- 케냐 가리사의 가리사 대학교를 무장단체 알샤바브에서 습격, 수백명의 학생이 사망하다.

## 2015년 4월 1일 (수요일)
사회
- 대한민국 경상남도에서 무상급식이 중단 되다.
- 호남고속선과 포항행 KTX가 개통되다.